# Championnat de Porto Rico féminin de volley-ball
Le Championnat de Porto Rico de volley-ball féminin est la plus importante compétition portoricaine de volley-ball féminin organisée par la Fédération portoricaine de volley-ball (Federación Puertorriqueña de Voleibol, FPV) ; il a été créé en 1968.

## Palmarès
| Année   | Champion                 | Finaliste                | Troisième                |
| ------- | ------------------------ | ------------------------ | ------------------------ |
| 1968    | Pinkin de Corozal        |                          |                          |
| 1969    | Pinkin de Corozal        |                          |                          |
| 1970    | Pinkin de Corozal        |                          |                          |
| 1971    | Pinkin de Corozal        |                          |                          |
| 1972    | Pinkin de Corozal        |                          |                          |
| 1973    | Pinkin de Corozal        |                          |                          |
| 1974    | Pinkin de Corozal        |                          |                          |
| 1975    | Pinkin de Corozal        |                          |                          |
| 1976    | Volleygirls Guayanilla   | Pinkin de Corozal        |                          |
| 1977    | Pinkin de Corozal        |                          |                          |
| 1978    | Mets de Guaynabo         | Pinkin de Corozal        |                          |
| 1979    | Pinkin de Corozal        | Mets de Guaynabo         |                          |
| 1980    | Pinkin de Corozal        |                          |                          |
| 1981    | Pinkin de Corozal        |                          |                          |
| 1982    | Pinkin de Corozal        |                          |                          |
| 1983    | Pinkin de Corozal        |                          |                          |
| 1984    | Pinkin de Corozal        |                          |                          |
| 1985    | Capitanas de Arecibo     |                          |                          |
| 1986    | Capitanas de Arecibo     | Criollas de Caguas       |                          |
| 1987    | Capitanas de Arecibo     | Criollas de Caguas       |                          |
| 1988    | Capitanas de Arecibo     | Criollas de Caguas       |                          |
| 1989    | Leonas de Ponce          | Criollas de Caguas       |                          |
| 1990    | Leonas de Ponce          | Mets de Guaynabo         |                          |
| 1991    | Leonas de Ponce          | Criollas de Caguas       |                          |
| 1992    | Chicas de San Juan       | Criollas de Caguas       |                          |
| 1993-94 | Mets de Guaynabo         | Criollas de Caguas       |                          |
| 1995    | Mets de Guaynabo         | Criollas de Caguas       |                          |
| 1996    | Criollas de Caguas       | Pinkin de Corozal        |                          |
| 1997    | Criollas de Caguas       | Llaneras de Toa Baja     |                          |
| 1998    | Criollas de Caguas       | Pinkin de Corozal        |                          |
| 1999    | Llaneras de Toa Baja     | Criollas de Caguas       |                          |
| 2000    | Criollas de Caguas       | Llaneras de Toa Baja     |                          |
| 2001    | Criollas de Caguas       | Mets de Guaynabo         |                          |
| 2002    | Criollas de Caguas       | Indias de Mayagüez       |                          |
| 2003    | Gigantes de Carolina     | Mets de Guaynabo         |                          |
| 2004    | Gigantes de Carolina     | Criollas de Caguas       |                          |
| 2005    | Criollas de Caguas       | Indias de Mayagüez       |                          |
| 2006    | Gigantes de Carolina     | Pinkin de Corozal        | Leonas de Ponce          |
| 2007    | Valencianas de Juncos    | Criollas de Caguas       |                          |
| 2008    | Pinkin de Corozal        | Criollas de Caguas       |                          |
| 2009    | Llaneras de Toa Baja     | Pinkin de Corozal        | Gigantes de Carolina     |
| 2010    | Pinkin de Corozal        | Llaneras de Toa Baja     | Lancheras de Cataño      |
| 2011    | Criollas de Caguas       | Mets de Guaynabo         | Indias de Mayagüez       |
| 2012    | Lancheras de Cataño      | Criollas de Caguas       | Indias de Mayagüez       |
| 2013    | Indias de Mayagüez       | Pinkin de Corozal        | Leonas de Ponce          |
| 2014    | Criollas de Caguas       | Leonas de Ponce          | Gigantes de Carolina     |
| 2015    | Criollas de Caguas       | Indias de Mayagüez       | Valencianas de Juncos    |
| 2016    | Criollas de Caguas       | Capitalinas de San Juan  |                          |
| 2017    | Criollas de Caguas       | Valencianas de Juncos    |                          |
| 2018    | compétition non disputée | compétition non disputée | compétition non disputée |
| 2019    | Criollas de Caguas       | Changas de Naranjito     |                          |